# Jure Lenarčič
Jure Lenarčič, slovenski kanuist, * 4. april 1990.
Lenarčič je na svetovnih prvenstvih osvojil bronasto medaljo leta 2015 v Londonu skupaj z Benjaminom Savškom in Luko Božičem v disciplini C-1 ekipno, v isti disciplini in postavi je osvojil naslov evropskega prvaka leta 2020 v Pragi.